# Pullimosina longicosta
Pullimosina longicosta är en tvåvingeart som först beskrevs av Arnold Spuler 1925.  Pullimosina longicosta ingår i släktet Pullimosina och familjen hoppflugor. Inga underarter finns listade i Catalogue of Life.